# Thüringen op het Bundesvision Song Contest
Thüringen is een van de zestien Duitse deelstaten die deelnemen aan de Bundesvision Song Contest.

## Overzicht
Thüringen doet het vaak goed op de Bundesvision Song Contest, maar kon het festival tot op heden nog nooit winnen. Thüringen eindigde wel eenmaal op de tweede plek. Clueso zorgde daarvoor in 2008. In Extremo ging in 2006 met de bronzen medaille naar huis. De slechtste prestatie voor Thüringen tot nu toe was die van Hannes Kinder & Band, die in 2013 op de dertiende plek eindigden.

## Deelnames
| Jaar | Artiest                            | Lied                        | Plaats | Punten | Taal            |
| ---- | ---------------------------------- | --------------------------- | ------ | ------ | --------------- |
| 2005 | Clueso                             | Kein Bock zu geh'n          | 7      | 63     | Duits           |
| 2006 | In Extremo                         | Liam                        | 3      | 134    | Iers en Duits   |
| 2007 | Northern Lite feat. Chapeau Claque | Enemy                       | 6      | 88     | Duits en Engels |
| 2008 | Clueso                             | Keinen Zentimeter           | 2      | 146    | Duits           |
| 2009 | Chapeau Claque                     | Pandora (kiss miss tragedy) | 6      | 53     | Duits en Engels |
| 2010 | Norman Sinn & Ryo                  | Planlos                     | 6      | 79     | Duits           |
| 2011 | Alin Coen Band                     | Ich war hier                | 12     | 13     | Duits           |
| 2012 | Maras April                        | Himmel aus Eis              | 9      | 33     | Duits           |
| 2013 | Hannes Kinder & Band               | Déjà-vu                     | 13     | 13     | Duits en Frans  |
| 2014 | Duerer                             | Was gestern war             | 11     | 25     | Duits           |
| 2015 | Yvonne Catterfeld                  | Lieber so                   | 3      | 114    | Duits           |

Baden-Württemberg · Beieren · Berlijn · Brandenburg · Bremen · Hamburg · Hessen · Mecklenburg-Voor-Pommeren · Nedersaksen · Noordrijn-Westfalen · Rijnland-Palts · Saarland · Saksen · Saksen-Anhalt · Sleeswijk-Holstein · Thüringen